# Streifung
Als Streifung bezeichnet man in der Mineralogie die Streifen oder Furchen auf der Oberfläche von Mineralien. Meistens verlaufen diese Streifen parallel zueinander, manchmal auch dreieckig oder überkreuzt. Die Streifung ist ein wichtiges Kriterium bei der Bestimmung gewisser Mineralien. Man sollte Streifungen nicht verwechseln mit Verwachsungen, die eine unregelmäßige Linienführung und eine andere Farbe haben.

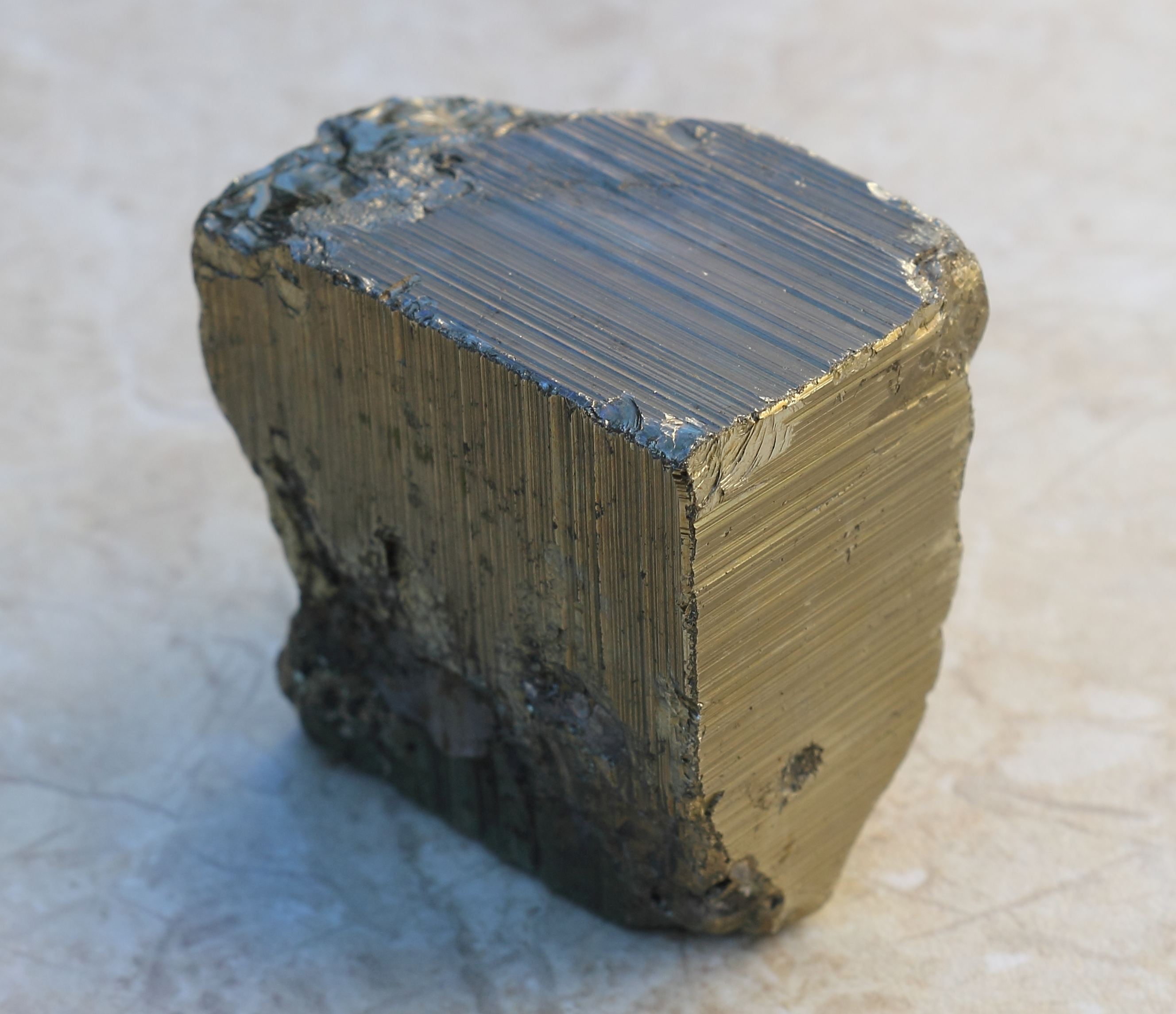
Deutliche Streifung auf einem Pyrit-Würfel mit unterschiedlicher Orientierung auf jeder Seite.
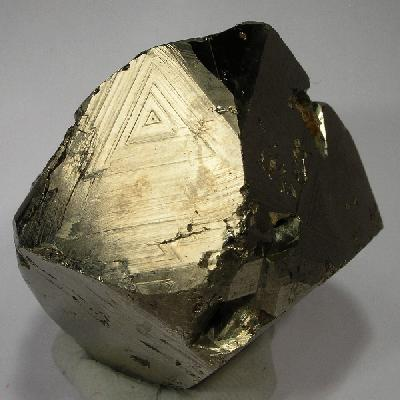
Pyrit mit Dreiecks-Streifung
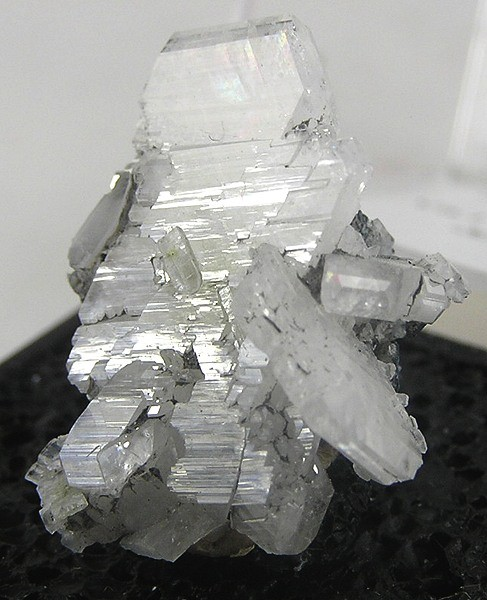
Streifung in einer Kristallgruppe des Albits.
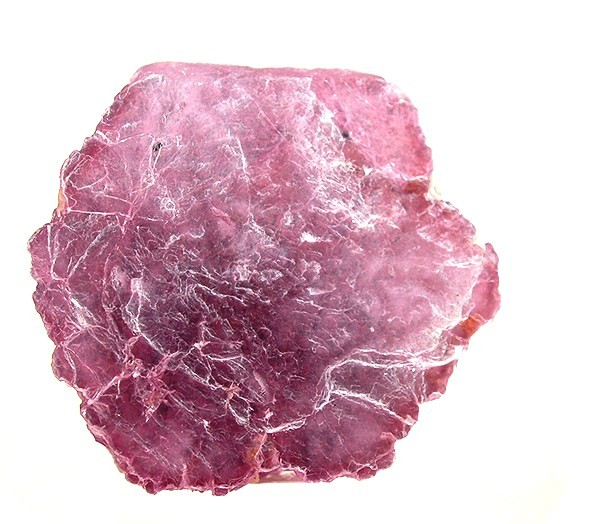
Unregelmäßige Linien im Lepidolith (keine Streifung).

Die Streifung entsteht durch unterschiedliche Wachstumsgeschwindigkeiten beim Kristallwachstum. Hierdurch entstehen Juxtapositionen der Kristallflächen.
Eine andere Möglichkeit zur Entstehung von Streifung ist die Zwillingsbildung, insbesondere bei lamellarer oder polysynthetischer Verzwillingung.
In Gesteinen kann die Streifung durch mechanischen Einfluss entstehen, zum Beispiel durch Gletscher. Siehe auch: Strömungsstreifung.